# Instrukcja skoku
Instrukcja skoku – instrukcja w językach programowania, która powoduje przekazanie sterowania w inne miejsce, tzw. skok. Występuje w tak odległych od siebie językach, jak Fortran, Algol, COBOL, SNOBOL, BASIC, C/C++, Perl, Pascal, PHP i innych. Miejsce skoku identyfikuje się za pomocą numeru wiersza programu (zwykle w językach interpretowanych) bądź etykiety (najczęściej w językach kompilowanych).

## Przykład
Niżej przedstawiono kod w Perlu: instrukcją skoku jest goto, po której następuje identyfikator etykiety (w kodzie etykieta zakończona jest dwukropkiem). Wynikiem działania poniższego programu jest wyświetlenie napisu „Ala ma kota”.
```
goto
 
C
;

A:

print
 
"kota\n"
;

goto
 
D
;

B:

print
 
"ma "
;

goto
 
A
;

C:

print
 
"Ala "
;

goto
 
B
;

D:

```

## Przepływ sterowania
Do zaprogramowania każdego diagramu przepływu czy każdego automatu o skończonej liczbie stanów bez duplikacji kodu, a więc do sterowania przepływem kontroli w kodzie, którego żadna część się nie powtarza, wystarczą instrukcje skoku warunkowego (poprzedzone instrukcją porównania) i bezwarunkowego.
Obserwacja ta znalazła zastosowanie w konstrukcji procesorów i wyrażenia tego w języku asemblera, gdzie dostępne są te właśnie instrukcje (instrukcje skoku bezwarunkowego JMP i warunkowego Jxx w architekturze x86, gdzie xx symbolizują stan flag rejestru stanu zmienianego przez część instrukcji procesora).
Pierwsze języki, przede wszystkim ze względu na nacisk na łatwość konstrukcji kompilatorów nie odbiegały znacząco zasobem instrukcji od asemblera, np. w pierwszych wersjach Fortranu jedyną instrukcją warunkową był właśnie skok – nie można było warunkowo przypisać wartości czy wykonać grupy poleceń. Z czasem do popularnych języków (wyrosłych na podstawie Fortranu) zaczęto dodawać inne instrukcje kontroli przepływu: wykonania warunkowego (if (warunek) { polecenie1 } else { polecenie2 }), różne rodzaje pętli (while, for), rekurencyjność, instrukcje ponowienia (redo), następnej iteracji (next lub continue) lub zakończenia wykonywania (last lub break) pętli,
te same instrukcje z wielopoziomowymi pętlami (X: foreach $a(@A) { foreach $b(@B) { …; if (…) { last X; }} }), wyjątki, iteratory, funkcje wyższego rzędu, wątki itd., co uczyniło z instrukcji skoku instrukcję na wskroś przestarzałą.

## Paradygmaty programowania
Instrukcja skoku jest instrukcją paradygmatu imperatywnego stosowanego przede wszystkim do nauki programowania (np. języki BASIC, Logo) oraz w programowaniu niskopoziomowym (np. języki asemblera i C), które jest wysoce zgodne z rzeczywistymi poleceniami procesora. Choć paradygmat proceduralny zachęca do odchodzenia od instrukcji skoku na rzecz procedur (funkcji), to jednak całkowite wyeliminowanie skoków może być nieopłacalne. Pierwszym paradygmatem, którego celem było ograniczenie stosowania instrukcji skoku (poprzez zastąpienie sterowaniem przepływu kodu instrukcji porównania i skoku poprzez instrukcje warunkowe i instrukcja wyboru), był paradygmat strukturalny.
Istnieją paradygmaty, jak np. obiektowy, funkcyjny, czy zdarzeniowy, w których instrukcja ta nie występuje, choć mimo wszystko wiele języków realizujących kilka paradygmatów (przede wszystkim opartych na C) ją zawiera. Nie zaleca się mieszania paradygmatów ze względu na możliwość zaciemnienia struktury kodu – często przytaczanym przykładem jest właśnie użycie imperatywnej instrukcji skoku w kodzie obiektowym (zwłaszcza gdy skok odbywa się między dwoma nie związanymi ze sobą blokami kodu, np. z ciała jednej klasy do drugiej). Umiejętnie zastosowana instrukcja skoku może jednak znacząco ułatwić opuszczenie imperatywnej bądź proceduralnej części obiektowego kodu (np. wielokrotnie zagnieżdżone instrukcje warunkowe lub wyboru; należy zauważyć, że często stosowane instrukcje kontynuacji, opuszczenia, czy powrotu to w istocie inne formy instrukcji skoku, za jej dość rozwiniętą wersję można uważać instrukcję wywołania).